# Worstelen op de Olympische Zomerspelen 1960
Worstelen is een van de sporten die beoefend werden tijdens de Olympische Zomerspelen 1960 in Rome.

## Heren

### Grieks-Romeins

#### vlieggewicht (tot 52 kg)
| rang   | sporter            | land |
| ------ | ------------------ | ---- |
| Goud   | Dumitru Pîrvulescu | ROU  |
| Zilver | Osman Sayed        | RAU  |
| Brons  | Mohammad Paziraye  | IRI  |
| 4      | Takashi Hirata     | JPN  |
| 5      | Ignazio Fabra      | ITA  |
| 5      | Ivan Kotsjergin    | URS  |
| 7      | Borivoje Vukov     | YUG  |
| 8      | Bengt Frännfors    | SWE  |

#### bantamgewicht (tot 57 kg)
| rang   | sporter             | land |
| ------ | ------------------- | ---- |
| Goud   | Oleg Karavajev      | URS  |
| Zilver | Ion Cernea          | ROU  |
| Brons  | Dinko Petrov        | BUL  |
| 4      | Edvin Vesterby      | SWE  |
| 5      | Jiří Švec           | TCH  |
| 5      | Yaşar Yılmaz        | TUR  |
| 7      | Masamitsu Ichiguchi | JPN  |
| 7      | Bernard Knitter     | POL  |

#### vedergewicht (tot 62 kg)
| rang   | sporter               | land |
| ------ | --------------------- | ---- |
| Goud   | Müzahir Sille         | TUR  |
| Zilver | Imre Polyák           | HUN  |
| Brons  | Konstantin Vyroepajev | URS  |
| 4      | Umberto Trippa        | ITA  |
| 5      | Mihai Schultz         | ROU  |
| 6      | Said Ebrahimian       | IRI  |
| 6      | Vojtěch Tóth          | TCH  |
| 8      | Lee Allen             | USA  |

#### lichtgewicht (tot 67 kg)
| rang   | sporter              | land |
| ------ | -------------------- | ---- |
| Goud   | Avtandil Koridze     | URS  |
| Zilver | Branislav Martinović | YUG  |
| Brons  | Gustav Freij         | SWE  |
| 4      | Karel Matoušek       | TCH  |
| 5      | Dumitru Gheorghe     | ROU  |
| 5      | Ernest Gondzik       | POL  |
| 5      | Adil Güngör          | TUR  |
| 5      | Mitsuharu Kitamura   | JPN  |
| 5      | Kyösti Lehtonen      | FIN  |
| 5      | Jacques Pourtau      | FRA  |

#### weltergewicht (tot 73 kg)
| rang   | sporter             | land |
| ------ | ------------------- | ---- |
| Goud   | Mithat Bayrak       | TUR  |
| Zilver | Günter Maritschnigg | EUA  |
| Brons  | René Schiermeyer    | FRA  |
| 4      | Stevan Horvat       | YUG  |
| 5      | Grigori Gamarnik    | URS  |
| 5      | Matti Laakso        | FIN  |
| 7      | Antal Rizmajer      | HUN  |
| 8      | Hansjörg Hirschbühl | SUI  |

#### middengewicht (tot 79 kg)
| rang   | sporter              | land |
| ------ | -------------------- | ---- |
| Goud   | Dimitar Dobrev       | BUL  |
| Zilver | Lothar Metz          | EUA  |
| Brons  | Ion Ţăranu           | ROU  |
| 4      | Kazım Ayvaz          | TUR  |
| 5      | Nikolai Tsjoetsjalov | URS  |
| 5      | Bolesław Dubicki     | POL  |
| 7      | Yacous Romanos       | LIB  |
| 7      | Russell Camilleri    | USA  |

#### halfzwaargewicht (tot 87 kg)
| rang   | sporter               | land |
| ------ | --------------------- | ---- |
| Goud   | Tevfik Kış            | TUR  |
| Zilver | Krali Bimbalov        | BUL  |
| Brons  | Givi Kartozija        | URS  |
| 4      | Péter Piti            | HUN  |
| 5      | Antero Vanhanen       | FIN  |
| 6      | José Panizo Rodriguez | ESP  |
| 7      | Gheorghe Popovici     | ROU  |
| 8      | Eugen Wiesberger      | AUT  |

#### zwaargewicht (boven 87 kg)
| rang   | sporter              | land |
| ------ | -------------------- | ---- |
| Goud   | Ivan Bogdan          | URS  |
| Zilver | Wilfried Dietrich    | EUA  |
| Brons  | Bohumil Kubát        | TCH  |
| 4      | István Kozma         | HUN  |
| 5      | Lucjan Sosnowski     | POL  |
| 6      | Radoslav Kasabov     | BUL  |
| 7      | Adelmo Bulgarelli    | ITA  |
| 7      | Sten Ragnar Svensson | SWE  |

### Vrije stijl

#### vlieggewicht (tot 52 kg)
| rang   | sporter                    | land |
| ------ | -------------------------- | ---- |
| Goud   | Ahmet Bilek                | TUR  |
| Zilver | Masayuki Matsubara         | JPN  |
| Brons  | Mohamed Saifpour Saidabadi | IRI  |
| 4      | Paul Neff                  | EUA  |
| 5      | Elliott Gray Simons        | USA  |
| 6      | Ali Alijev                 | URS  |
| 7      | Nikola Dimitrov            | BUL  |
| 8      | André Zoete                | FRA  |

#### bantamgewicht (tot 57 kg)
| rang   | sporter                | land |
| ------ | ---------------------- | ---- |
| Goud   | Terrence McCann        | USA  |
| Zilver | Nejdet Zalev           | BUL  |
| Brons  | Tadeusz Trojanowski    | POL  |
| 4      | Tadashi Asai           | JPN  |
| 5      | Tauno Jaskari          | FIN  |
| 6      | Mikhail Sjakhov        | URS  |
| 7      | Mohamad Mehdi Yaghoubi | IRI  |
| 8      | Luigi Chinazzo         | ITA  |

#### vedergewicht (tot 62 kg)
| rang   | sporter                 | land |
| ------ | ----------------------- | ---- |
| Goud   | Mustafa Dağıstanlı      | TUR  |
| Zilver | Stantsjo Kolev          | BUL  |
| Brons  | Vladimir Roebasjvili    | URS  |
| 4      | Tamiji Sato             | JPN  |
| 5      | Joseph Mewis            | BEL  |
| 6      | Muhammad Akhtar         | PAK  |
| 7      | Abraham Geldenhuys      | RSA  |
| 8      | Mohammed Khadem Azghadi | IRI  |

#### lichtgewicht (tot 67 kg)
| rang   | sporter              | land |
| ------ | -------------------- | ---- |
| Goud   | Shelby Wilson        | USA  |
| Zilver | Vladimir Sinjavski   | URS  |
| Brons  | Enjoe Valtsjev Dimov | BUL  |
| 4      | Bong Chang-won       | KOR  |
| 4      | Mostafa Tajiki       | IRI  |
| 6      | Garibaldo Nizzola    | ITA  |
| 7      | Martti Peltoniemi    | FIN  |
| 8      | Kazuo Abe            | JPN  |
| 8      | Raymond Lougheed     | CAN  |
| 8      | Hayrullah Şahin      | TUR  |

#### weltergewicht (tot 73 kg)
| rang   | sporter              | land |
| ------ | -------------------- | ---- |
| Goud   | Douglas Blubaugh     | USA  |
| Zilver | Ismail Ogan          | TUR  |
| Brons  | Mohammad Bashir      | PAK  |
| 4      | Gaetano De Vescovi   | ITA  |
| 4      | Imam-Ali Habibi      | IRI  |
| 4      | Yutaka Kaneko        | JPN  |
| 7      | Coenraad de Villiers | RSA  |
| 8      | Åke Carlsson         | SWE  |

#### middengewicht (tot 79 kg)
| rang   | sporter           | land |
| ------ | ----------------- | ---- |
| Goud   | Hasan Güngör      | TUR  |
| Zilver | Georgi Sjirtladze | URS  |
| Brons  | Hans Antonsson    | SWE  |
| 4      | Edward De Witt    | USA  |
| 5      | Prodan Gardzjev   | BUL  |
| 5      | Géza Hollósi      | HUN  |
| 5      | Madho Singh       | IND  |
| 8      | Takashi Nagai     | JPN  |

#### halfzwaargewicht (tot 87 kg)
| rang   | sporter            | land |
| ------ | ------------------ | ---- |
| Goud   | Ismet Atli         | TUR  |
| Zilver | Gholam Reza Takhti | IRI  |
| Brons  | Anatoli Alboel     | URS  |
| 4      | Viking Palm        | SWE  |
| 5      | Daniel Brand       | USA  |
| 6      | Hermanus van Zyl   | RSA  |
| 7      | Saijan Singh       | IND  |
| 8      | Kazuo Abe          | JPN  |
| 8      | György Gurics      | HUN  |

#### zwaargewicht (boven 87 kg)
| rang   | sporter            | land |
| ------ | ------------------ | ---- |
| Goud   | Wilfried Dietrich  | EUA  |
| Zilver | Hamit Kaplan       | TUR  |
| Brons  | Savkoeds Dzarasov  | URS  |
| 4      | Pietro Marascalchi | ITA  |
| 5      | Ljoetfi Ahmedov    | BUL  |
| 5      | János Reznák       | HUN  |
| 7      | Bertil Antonsson   | SWE  |
| 8      | William Kerslake   | USA  |

## Medaillespiegel
| rang   | land                          | goud | zilver | brons | totaal |
| ------ | ----------------------------- | ---- | ------ | ----- | ------ |
| 1      | Turkije                       | 7    | 2      | 0     | 9      |
| 2      | Sovjet-Unie                   | 3    | 2      | 5     | 10     |
| 3      | Verenigde Staten              | 3    | 0      | 0     | 3      |
| 4      | Bulgarije                     | 1    | 3      | 2     | 6      |
| 5      | Duits eenheidsteam            | 1    | 3      | 0     | 4      |
| 6      | Roemenië                      | 1    | 1      | 1     | 3      |
| 7      | Iran                          | 0    | 1      | 2     | 3      |
| 8      | Verenigde Arabische Republiek | 0    | 1      | 0     | 1      |
| 8      | Hongarije                     | 0    | 1      | 0     | 1      |
| 8      | Japan                         | 0    | 1      | 0     | 1      |
| 8      | Joegoslavië                   | 0    | 1      | 0     | 1      |
| 12     | Zweden                        | 0    | 0      | 2     | 2      |
| 13     | Frankrijk                     | 0    | 0      | 1     | 1      |
| 13     | Pakistan                      | 0    | 0      | 1     | 1      |
| 13     | Polen                         | 0    | 0      | 1     | 1      |
| 13     | Tsjecho-Slowakije             | 0    | 0      | 1     | 1      |
| totaal | totaal                        | 16   | 16     | 16    | 48     |